# Asterropteryx
Az Asterropteryx a csontos halak (Osteichthyes) főosztályának a sugarasúszójú halak (Actinopterygii) osztályába, ezen belül a sügéralakúak (Perciformes) rendjébe, a gébfélék (Gobiidae) családjába és a Gobiinae alcsaládjába tartozó nem.

## Rendszerezés
A nembe az alábbi 8 faj tartozik:
- Asterropteryx atripes Shibukawa & Suzuki, 2002
- Asterropteryx bipunctata Allen & Munday, 1995
- Asterropteryx ensifera (Bleeker, 1874)
- Asterropteryx ovata Shibukawa & Suzuki, 2007
- Asterropteryx semipunctata Rüppell, 1830
- Asterropteryx senoui Shibukawa & Suzuki, 2007
- Asterropteryx spinosa (Goren, 1981)
- Asterropteryx striata Allen & Munday, 1995